# أكاديمية شوت باكس
أكاديمية شوت باكس (بالإنجليزية: Chute Boxe Academy)‏ هي أكاديمية برازيلية للفنون القتالية. تم افتتاحها كأكاديمية للموياي تاي في عام 1978 في كوريتيبا، بارانا، البرازيل.